# エティエンヌ・テリュス
エティエンヌ・テリュス（Étienne Terrus、1857年9月21日 - 1922年6月22日）はフランスの画家である。かつてカタルーニャ君主国の領地だった「ルシヨン」と呼ばれる地域の風景を描いた。

## 略歴
フランスの南端、スペイン国境に位置するピレネー＝オリアンタル県のエルヌで生まれた。絵の才能を早くから示し、17歳の1874年の冬に、パリに出てエコール・デ・ボザールに入学し、アレクサンドル・カバネルのスタジオで学ぶが、パリの生活には馴染めず、エルヌに戻り、近傍の「ルシヨン」と呼ばれる地域の風景を描く生活を続けた。
友人には、同じ「ルシヨン」地域の画家、彫刻家アリスティド・マイヨール(1861-1944)や、しばらく南フランスで活動した、アンドレ・ドランやアンリ・マティスがいる。マイヨールを通じて「ナビ派」の画家との交流もあった。
長く忘れられた画家であったが、故郷のエルヌで再評価する動きがでて、1994年にテリュス美術館(musée Terrus）が設立された。2018年に美術館のテリュスの作品とされた収蔵作品の140点のうち82点がテリュスの作品でないことが発表された。

## 作品

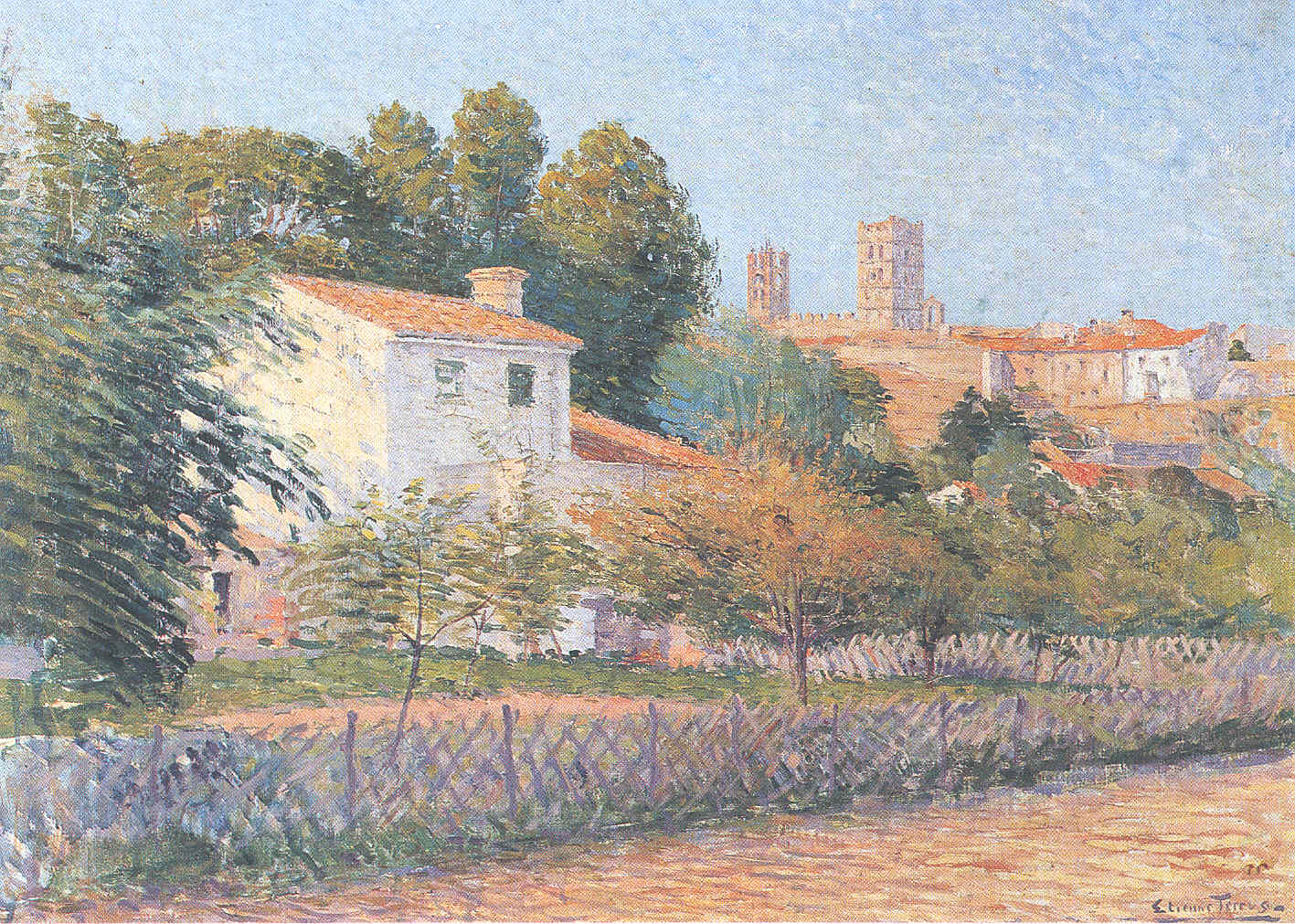
「エルヌの風景」
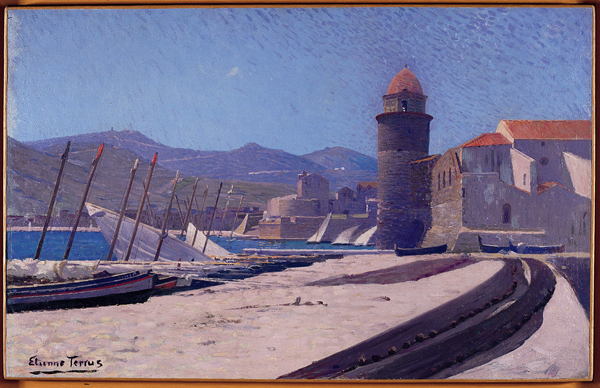
コリウールの港
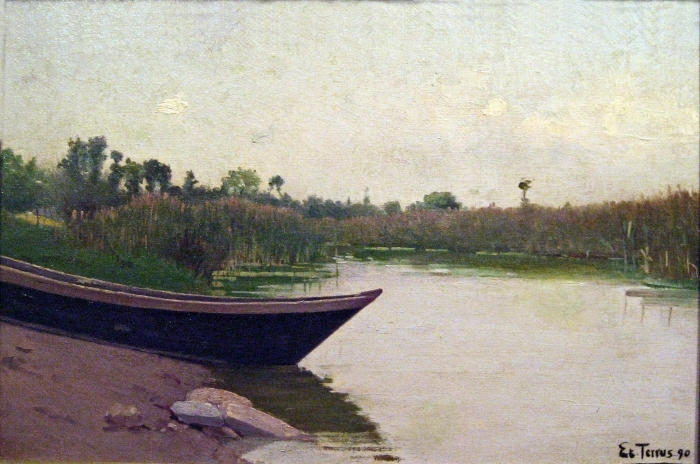